# Aegiochus spongiophila
Aegiochus spongiophila là một loài chân đều trong họ Aegidae. Loài này được Semper miêu tả khoa học năm 1867.